# (5874) 1989 XB
(5874) 1989 XB es un asteroide perteneciente al cinturón de asteroides, región del sistema solar que se encuentra entre las órbitas de Marte y Júpiter, descubierto el 2 de diciembre de 1989 por Nobuhiro Kawasato desde el Uenohara Observatory, Japón.

## Designación y nombre
Designado provisionalmente como 1989 XB. 

## Características orbitales
1989 XB está situado a una distancia media del Sol de 2,383 ua, pudiendo alejarse hasta 2,917 ua y acercarse hasta 1,848 ua. Su excentricidad es 0,224 y la inclinación orbital 7,077 grados. Emplea 1343,87 días en completar una órbita alrededor del Sol.

## Características físicas
La magnitud absoluta de 1989 XB es 13,6. Tiene 4,155 km de diámetro y su albedo se estima en 0,389. 